# Aelia Laelia Crispis
Die Aelia Laelia Crispis ist eine lateinische Marmorinschrift in Bologna, die sich heute im dortigen Museo Civico Medievale di Palazzo Ghisilardi-Fava befindet und seit dem 16. Jahrhundert Anlass zu Spekulationen bietet.
Sie wird zuerst im 16. Jahrhundert erwähnt als eine Inschrift in der Kirche Santa Maria di Casaralta in Bologna. Dort war seit dem 13. Jahrhundert ein Kloster des Ordo militiae Mariae Gloriosae (Frati gaudenti). Um 1550 wurde es säkularisiert. Die Inschrift wurde im 17. Jahrhundert von dem damaligen Hausbesitzer Achille Volta auf eine rote Marmorplatte umkopiert, die noch heute existiert, wenngleich die letzten Verse fehlen.

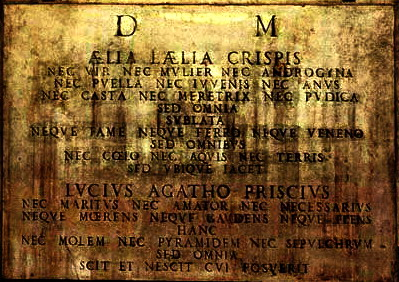
Aelia Laelia Crispis

Die Inschrift hat die Gestalt einer römischen Grabinschrift für eine Aelia Laelia Crispis, ihr errichtet von einem Lucius Agatho Priscius.
Die Inschrift lautet:
D. M. | Aelia Laelia Crispis | nec vir nec mulier nec androgyna | nec puella nec iuvenis nec anus | nec casta nec meretrix nec pudica | sed omnia | sublata | neque fame neque ferro neque veneno | sed omnibus | nec coelo nec aquis nec terris | sed ubique iacet | Lucius Agatho Priscius | nec maritus nec amator nec necessarius | neque moerens neque gaudens neque flens | hanc | nec molem nec pyramidem nec sepulchrum | sed omnia | scit et nescit cui posuerit.
Übersetzung:
Den Manen. Aelia Laelia Crispis, weder Mann noch Frau noch Zwitterwesen, weder Mädchen noch junges noch altes Weib, weder züchtig noch Buhle noch schamhaft, sondern alles, hinweggenommen weder durch Hunger noch Schwert noch Gift, sondern von allem zusammen, ruht weder im Himmel noch im Wasser noch in der Erde, sondern überall. Lucius Agatho Priscius, weder ihr Ehemann noch ihr Liebhaber noch Verwandter, weder trauernd noch frohlockend noch weinend, weiß und weiß nicht, für wen er dies, weder ein Bauwerk noch eine Pyramide noch ein Grabmal, sondern alles, errichtet hat.
Dazu kamen die heute verlorenen Zeilen:
Hoc est sepulchrum intus cadaver non habens. Hoc est cadaver sepulchrum extra non habens. Sed cadaver idem est et sepulchrum sibi
(Dies ist ein Grabmal ohne Leiche darin, das ist ein Leichnam ohne Grabmal darum, vielmehr ist der Leichnam zugleich das Grab)
Es gab Spekulationen, dass dies eine Rätselfrage war und die Lösung Regenwasser, nach anderen Niobe und es gab auch alchemistische Interpretationen (Nicolas Barnaud, abgedruckt im Theatrum Chemicum und der Bibliotheca Chemica Curiosa). Weitere Alchemisten, die sich mit ihr befassten, waren Georg Wolfgang Wedel, Ole Borch, Michael Maier. Heute wird es vielfach für ein typisch humanistisches Rätselspiel gehalten.
Carlo Cesare Malvasia (Aelia Laelia Crispis non nata resurgens) zählte bereits 1683 43 Autoren auf, die sich damit beschäftigten, darunter Athanasius Kircher. Sie wird in Romanen von Walter Scott und Gérard de Nerval erwähnt und Carl Gustav Jung befasste sich mit ihr.